# Catherine Acholonu
Catherine Obianuju Acholonu (auch Acholonu-Olumba; * 26. Oktober 1951 in Orlu, Imo, Nigeria; † 18. März 2014 ebenda) war eine nigerianische Schriftstellerin, Forscherin und Dozentin der Afrikastudien und der Gender Studies. Sie diente dem ehemaligen Staatspräsidenten Olusegun Obasanjo als Senior Special Adviser und war Gründungsmitglied der Association of Nigerian Authors.

## Leben

### Herkunft und Ausbildung
Acholonu wurde am 26. Oktober 1951 in der Stadt Orlu im nigerianischen Bundesstaat Imo in einer Igbo-Familie geboren. Ihre Eltern waren Chief Lazarus Emejuru Olumba und Josephine Olumba. Acholonu besuchte die Grund- und Sekundarschule in Orlu, bevor sie mit 17 in einer arrangierte Ehe mit dem damals in Deutschland lebenden Douglas Acholonu verheiratet wurde. Sie zog nach Deutschland und hatte dort mit ihrem Mann vier Kinder. In Deutschland lebend, immatrikulierte sie sich 1974 für Anglistik/Amerikanistik, Germanistik und Literaturwissenschaften an der Universität Düsseldorf und schloss das Studium 1977 mit dem Magister ab.
1980 kehrte Acholonu zurück nach Nigeria, und begann dort als Lehrerin am Alvan Ikoku College of Education in Owerri zu arbeiten. Parallel schrieb sie bis 1982 ihre Dissertation, die sie 1982 mit magna cum laude verteidigte. Sie war damit die erste schwarze afrikanische Frau, die an der Universität Düsseldorf einen Magister und eine Promotion abschloss. Ebenso parallel zu ihrer Arbeit als Lehrerin begann sie sich schriftstellerisch zu betätigen und veröffentlichte Gedichte und Essays. 1982 gründete sie den Verlag AFA Publications und eine Zeitschrift namens AFA: The Journal of Creative Writing, in dem sie Rezensionen, Essays etc. veröffentlichte.

### Forschung zu den Igbo
In den 1980er Jahren forschte Acholonu nach den Wurzeln und der Herkunft des ehemaligen Sklaven und Abolitionisten Olaudah Equiano (auch bekannt als Gustavo Vassa) und fand dessen Igbo-Herkunft heraus. Für ihre Arbeit an Equianos Familiengeschichte erhielt sie ein Fulbright-Stipendium. Ebenso war sie eine „Writer in Residence“ am Westchester Consortium for International Studies (1990–91) und Gastdozentin am Manhattanville College, Marymound College, Iona College und College of New Rochelle im US-Bundesstaat New York. Am Manhattanville College regte sie erfolgreich die Gründung eines Afrikanistik-Studiengangs an und sollte diesen auch leiten, worauf Acholonu aus familiären Gründen verzichtete. Sie dozierte später erneut an dem College, u. a. „The African Feminist Challenge in Life and Literature“, woraus sie später die afro-feministische Variante des Motherism entwickelte. Ihr Werk „Motherism: The Afrocentric Alternative to Feminism“ aus dem Jahr 1995 gilt als erste und vollständige afrikanische Theorie der Gender Studies.
2005 und 2009 veröffentlichte sie zwei Werke zu den prähistorischen Ursprüngen der Igbo (2005: „The Gram Code of African Adam: Stone Books and Cave Libraries, Reconstructing 450,000 Years of Africa’s Lost Civilizations“; 2009: „They Lived Before Adam: Prehistoric Origins of the Igbo“) für die sie mehrere Preise erhielt. Sie gilt als Pionierin in der Erforschung der frühzeitlichen Geschichte Nigerias.
Für die Anerkennung ihrer Arbeit und ihren Beitrag für die nigerianische Wissenschaft, erhielt sie eine Ehrenprofessur für Geschichte und Philosophie an der Pilgrim’s University and Theological Seminary in Aba. Das Zentrum für afrikanische Kulturwissenschaft in Abuja und Owerri erhielt ihren Namen als Anerkennung.

### Politik
Von 1999 bis 2002 war sie Sonderberaterin für Kunst und Kultur für den Staatspräsidenten Nigerias, Olusegun Obasanjo. 2002 trat sie für von dem Amt zurück, um bei der anstehenden Parlamentswahl 2003 anzutreten. Im Wahlkreis Orlu verlor sie jedoch die Wahl.

### Tod
Acholonu starb am 18. März 2014 nach einem jahrelangen Nierenleiden.

## Werke

### Gedichte
- Going Home
- Spring’s Last Drop
- Dissidents
- Harvest of War
- Other Forms of Slaughter

### Sammlungen
- The Spring’s Last Drop, 1985
- Nigeria in the Year 1999, 1985
- Recite and Learn – Poems for Junior Primary Schools, 1986
- Recite and Learn – Poems for Senior Primary Schools, 1986

### Theaterstücke
- Trial of the Beautiful Ones: a play in one act, 1985
- The Deal and Who is the Head of State, 1986
- Into the Heart of Biafra: a play in three acts, 1970

### Essays
- Western and Indigenous Traditions in Modern Igbo Literature, 1985.
- Motherism, The Afrocentric Alternative to Feminism, 1995.
- The Igbo Roots of Olaudah Equiano, 1995, revised 2007.
- The Earth Unchained: A Quantum Leap in Consciousness: a reply to Al Gore, 1995
- Africa the New Frontier – Towards a Truly Global Literary Theory for the 21st Century. Lecture Delivered to the Association of Nigerian Authors annual Convention, 2002.
- The Gram Code of African Adam: Stone Books and Cave Libraries, Reconstructing 450,000 Years of Africa’s Lost Civilizations, 2005
- They Lived Before Adam: Pre-Historic Origins of the Igbo – The Never-Been-Ruled (Ndi Igbo since 1.6 million B.C.), 2009.
- The Lost Testament of the Ancestors of Adam: Unearthing Heliopolis/Igbo Ukwu – The Celestial City of the Gods of Egypt and India, 2010